# Храм Посещения Пресвятой Девой Марией Елизаветы (Санкт-Петербург)

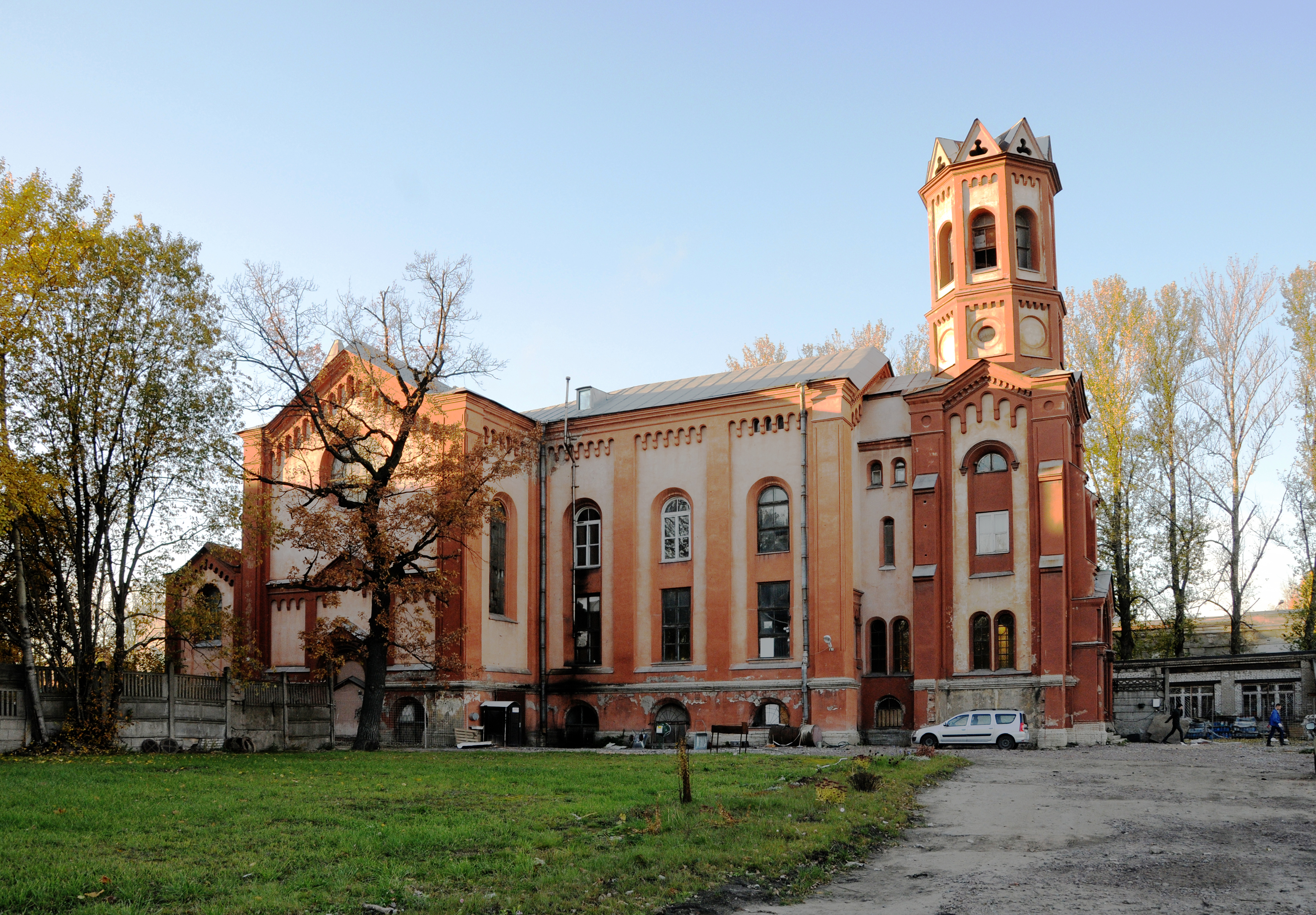
Храм до реставрации, 2014

Храм Посещения Пресвятой Девой Марией Елизаветы — католический храм на бывшем Выборгском католическом кладбище в Санкт-Петербурге, памятник архитектуры стиля неоготика, построенный в 1856—1879 годах по проекту и под руководством Николая Бенуа. Административно относится к Северо-западному региону Архиепархии Матери Божией (с центром в Москве), возглавляемой архиепископом митрополитом Паоло Пецци. Расположен по адресу: Минеральная улица, дом № 21д; имеет статус объекта культурного наследия народов РФ регионального значения. В храме служат священники из ордена вербистов (SVD).

## История
В 1852 году католическое духовенство Санкт-Петербурга обратилось с просьбой об открытии в городе католического кладбища. В 1856 году император Александр II утвердил создание католического кладбища и часовни при нём. Земля под кладбище была отведена на Выборгской стороне. Проект кладбищенской часовни был создан архитектором Николаем Бенуа. 2 июля 1856 года состоялась закладка часовни, строительство продолжалось ровно три года. В 1859 году построенная часовня была освящена во имя Успения Пресвятой Девы Марии митрополитом Вацлавом Жилинским.
В 1870-х годах было решено превратить часовню в храм, тот же Николай Бенуа стал автором проекта колокольни с часами, которую пристроили к церкви. Перестроенный храм был освящен в 1879 году во имя Посещения Пресвятой Девой Марией Елизаветы. Церковь имела шесть алтарей и первоначально служила только для отпеваний. Роспись интерьера церкви выполнил известный художник Адольф Шарлемань. В крипте храма были погребены некоторые католические архиепископы и митрополиты, а также создатель храма Николай Бенуа. На кладбище рядом с храмом были похоронены многие известные люди: художники Ф. А. Бруни, Л. О. Премацци, А. И. Шарлемань, психиатр И. П. Мержеевский, певица А. Бозио и другие.
Приход церкви Посещения вёл активную благотворительную и образовательную деятельность. При церкви существовал детский приют, убежище для бедных и больных женщин. В 1914 году была открыта школа, впоследствии — прогимназия. Школу при церкви Посещения возглавляла Болеслава Лямент, впоследствии причисленная к лику святых.
Храм продолжал функционировать до 1938 года. 1 ноября 1938 года храм был закрыт. В следующем году кладбище было ликвидировано; очень немногие захоронения наиболее известных людей были перенесены в музейные некрополи Александро-Невской лавры и на Успенское кладбище. Здание церкви было перестроено, сначала в нём располагалось картофелехранилище, затем промышленная лаборатория. К концу 1970-х годов бо́льшую часть территории кладбища застроили заводами.
В апреле 2002 года здание церкви возвращено католикам в крайне запущенном состоянии. Проведена частичная реставрация, регулярные богослужения возобновлены в 2005 году. Ситуация с восстановлением здания продолжает оставаться тяжёлой; дальнейшее восстановление, в частности отвод воды из подвальных помещений, затруднён из-за того, что земля вокруг церкви ей не принадлежит. В 2016 году восстановление здания сдвинулось с мертвой точки и начались реставрационные работы. До 2017 года приход возглавлял священник Рихард Штарк. В 2009 году он был награждён орденом «За заслуги перед Федеративной Республикой Германия». С ноября 2017 года настоятель — отец Михал Маргефка (SVD).

## Галерея
|  |  |  |  |